# 宝塚市長尾中学校体罰傷害事件
宝塚市長尾中学校体罰傷害事件（たからづかしながおちゅうがっこうたいばつしょうがいじけん）は、日本の中学校で起きた事件。

## 概要
宝塚市立長尾中学校の柔道部の部室にあったOBからの差し入れのアイスキャンディーを柔道部の部員が無断で食べてしまい、2020年9月25日、このことに激高した柔道部顧問が無断で食べた生徒2名に寝技や締め技をかけたところ、1人は胸椎圧迫骨折、仮入部中だった1人は左脚挫傷を負った。
10月12日に兵庫県警察は、この教諭を傷害容疑で逮捕した。翌13日には宝塚市教育委員会が記者会見を開き経緯を説明した。これによると教諭は2人の生徒に柔道技をかけて負傷させており、2人とも入部後まもなくで柔道は未経験であった。このうちの1人に対しては寝技で失神させた後に頬を叩いて目を覚まさせ、さらに技をかけるなどで背骨を骨折させていた。それからこの生徒が逃げるように帰宅した後に、もう1人の生徒に寝技を繰り返して首や腰などに軽傷を負わせていた。この現場には副顧問であった40代の教諭もいたが、恐ろしさを感じて止めることができていなかった。
宝塚市教育委員会の記者会見では、この逮捕された教諭は過去にも体罰を行っていたことや学校の不手際も明らかとなった。この教諭はこれまで体罰により3回の懲戒処分を受けていた。別の中学校で勤務していた2013年には頭突きをして骨折させて減給処分を受けていた。宝塚市教育委員会は時間も経ち研修も受けていたために大丈夫だろうと考えていた。学校側は体罰があった当日の9月25日は保護者からの指摘を受けて事態を把握し、宝塚市教育委員会には行き過ぎた指導があったと報告していた。その後9月28日に体罰があったと改めた。10月2日に被害を受けた生徒や保護者に謝罪をした。この教諭は柔道部ではない生徒からは優しい教諭であるという印象であったが、柔道部の生徒からは恐れられていた。
11月24日に兵庫県教育委員会は、体罰を行った教諭については、指導の範疇を超えており体罰とすら呼べないとして懲戒免職にしたことを発表した。現場にいたものの暴行を傍観していた副顧問については減給処分になり部活動の指導から外された。校長は戒告処分になっていた。体罰での傷害を理由として懲戒免職にするというのは全国的にも異例の措置であった。兵庫県教育委員会は宝塚市教育委員会に体罰防止の研修などを要請した。

### 裁判
2021年1月21日に神戸地方裁判所でこの事件の裁判の初公判が開かれた。ここでの調書や陳述によると、被告は事件前日の部活を終えた後に武道場の冷蔵庫のアイスキャンディーが足りないことに気付き、翌日に部員から聞き取りをしていた。この時に1年生が無断で食べたことを認めると、被告は胸ぐらをつかんで立ち技や寝技を繰り返して、部員が気絶しても頬を叩いて起こし技をかけ続けた。現場にいた副顧問によると、被告は今までで一番怒っていて、寝技も高度で危険性の高いものであった。骨折した生徒はこの初公判の時点でも座り続けることができないという状態であった。教諭は、勝手に食べたことは泥棒であるために厳しく指導していた。
2021年2月15日、神戸地方裁判所で教諭への懲役の有罪判決が言い渡された。裁判官は、体格が劣る初心者に引き続き技をかけるということは危険かつ執拗であったと非難した。この判決を受けて同日に宝塚市教育委員会は記者会見を行い、教育長は体罰というのは法に裁かれるという重大さを厳粛に受け止めていると謝罪をして、これまでの教員の処分歴や、体罰への厳罰化など再発防止策を進めているということを説明した。今後は体罰を行ったために懲戒処分を受けた教員については、それが部活外に行った体罰であっても部の指導から外す方向で進める。事件が起きた中学校では事件以降は他の運動部の教員2人が外部指導員も交えて運営を行うようになっている。